# 印尼語維基百科
印尼語維基百科為維基百科協作計劃之印尼語版本，由非營利組織──維基媒體基金會維持負責。2021年11月27日為各語言維基百科計劃中規模排名第22（依條目量計算）之維基百科。計劃開始於2001年，至2021年11月27日已有超過605415個條目，編輯達至19443070次，註冊人數達至1292175個用戶。

## 外部連結
- 印尼語維基百科

1. ↑  . meta.wikimedia.org.   [2021-11-27]. （原始内容存档于2022-01-01） （英语）.
2. ↑  . id.wikipedia.org.   [2021-11-27]. （原始内容存档于2021-06-07） （印度尼西亚语）.